# Yuke's
Yuke's Co. Ltd (YUKE's Future Media Creators) es una empresa desarrolladora de videojuegos con sede en Osaka, Japón, establecida el 26 de febrero de 1993. En la actualidad hay 85 empleados en la empresa, y el actual CEO es Yukinori Taniguchi.
La compañía es conocida por el desarrollo de la serie de juegos de WWE (conocida como Exciting Pro Wrestling en Japón). Otros juegos que han hecho incluyen WWE Day of Reckoning, Evil Zone, EOE: Eve of Extinction, Sword of the Berserk: Guts' Rage, Berserk Millennium Falcon Arc ~Seimasenki no Sho~, Soukaigi, Rumble Roses, The Incredibles: Rise of the Underminer y la serie D1 Grand Prix que también patrocinan.
Yuke's también fue propietaria del 54% de New Japan Pro-Wrestling, una de las mejores promociones de lucha libre de Japón, y es su casa de producción de DVD.

## Juegos
| Año                      | Juego                                                        | Desarrollador              | Consola                                                                                     |
| ------------------------ | ------------------------------------------------------------ | -------------------------- | ------------------------------------------------------------------------------------------- |
| 29 de septiembre de 1995 | New Japan Pro-Wrestling: Toukon Retsuden                     | Tomy                       | PlayStation                                                                                 |
| 29 de septiembre de 1995 | Hermie Hopperhead: Scrap Panic                               | SCEI                       | PlayStation                                                                                 |
| 20 de diciembre de 1996  | New Japan Pro-Wrestling: Toukon Retsuden 2                   | Tomy                       | PlayStation                                                                                 |
| 19 de diciembre de 1997  | Ucchannanchan no Honō no Challenger: Denryū Iraira Bō        | Hudson Soft                | Nintendo 64                                                                                 |
| 04 de enero de 1998      | New Japan Pro-Wrestling: Toukon Road Brave Spirits           | Hudson Soft                | Nintendo 64                                                                                 |
| 26 de marzo de 1998      | New Japan Pro-Wrestling: Toukon Retsuden 3                   | Tomy                       | PlayStation                                                                                 |
| 28 de mayo de 1998       | Soukaigi                                                     | SquareSoft                 | PlayStation                                                                                 |
| 26 de diciembre de 1998  | New Japan Pro-Wrestling: Toukon Road 2 - The Next Generation | Hudson Soft                | Nintendo 64                                                                                 |
| 14 de enero de 1999      | Evil Zone                                                    | Titus Software             | PlayStation                                                                                 |
| 28 de mayo de 1999       | Last Legion UX                                               | Hudson Soft                | Nintendo 64                                                                                 |
| 02 de septiembre de 1999 | New Japan Pro-Wrestling: Toukon Retsuden 4                   | Tomy                       | Dreamcast                                                                                   |
| 09 de diciembre de 1999  | The Pro Wrestling                                            | D3 Publisher               | PlayStation                                                                                 |
| 16 de diciembre de 1999  | Sword of the Berserk: Guts' Rage                             | ASCII Corporation          | Dreamcast                                                                                   |
| 02 de marzo de 2000      | WWF SmackDown!                                               | THQ                        | PlayStation                                                                                 |
| 01 de agosto de 2000     | WWF Royal Rumble                                             | THQ                        | Arcade, Dreamcast                                                                           |
| 21 de noviembre de 2000  | WWF SmackDown! 2: Know Your Role                             | THQ                        | PlayStation                                                                                 |
| 14 de diciembre de 2000  | The Pro Wrestling 2                                          | D3 Publisher               | PlayStation                                                                                 |
| 16 de noviembre de 2001  | WWF SmackDown! Just Bring It                                 | THQ                        | PlayStation 2                                                                               |
| 26 de febrero de 2002    | EOE: Eve of Extinction                                       | Eidos Interactive          | PlayStation 2                                                                               |
| 28 de marzo de 2002      | Edit Racing                                                  | D3 Publisher               | PlayStation 2                                                                               |
| 09 de junio de 2002      | WWE WrestleMania X8                                          | THQ                        | GameCube                                                                                    |
| 31 de octubre de 2002    | WWE SmackDown! Shut Your Mouth                               | THQ                        | PlayStation 2                                                                               |
| 08 de septiembre de 2003 | WWE WrestleMania XIX                                         | THQ                        | GameCube                                                                                    |
| 27 de octubre de 2003    | WWE SmackDown! Here Comes the Pain                           | THQ                        | PlayStation 2                                                                               |
| 06 de mayo de 2004       | Online Pro Wrestling                                         | Yuke's                     | PlayStation 2                                                                               |
| 30 de agosto de 2004     | WWE Day of Reckoning                                         | THQ                        | GameCube                                                                                    |
| 07 de octubre de 2004    | Berserk: Millennium Falcon Hen Seima Senki no Shō            | Sammy Corporation          | PlayStation 2                                                                               |
| 02 de noviembre de 2004  | WWE SmackDown! vs. Raw                                       | THQ                        | PlayStation 2                                                                               |
| 09 de noviembre de 2004  | Rumble Roses                                                 | Konami                     | PlayStation 2                                                                               |
| 17 de febrero de 2005    | D1 Grand Prix                                                | Yuke's                     | PlayStation 2                                                                               |
| 29 de agosto de 2005     | WWE Day of Reckoning 2                                       | THQ                        | GameCube                                                                                    |
| 20 de octubre de 2005    | D1 Grand Prix 2005                                           | Yuke's                     | PlayStation 2                                                                               |
| 11 de noviembre de 2005  | WWE SmackDown! vs. Raw 2006                                  | THQ                        | PlayStation 2, PlayStation Portable                                                         |
| 22 de diciembre de 2005  | Wrestle Kingdom                                              | Yuke's                     | PlayStation 2, Xbox 360                                                                     |
| 27 de abril de 2006      | The Dog: Happy Life                                          | Yuke's                     | PlayStation Portable                                                                        |
| 28 de marzo de 2006      | Rumble Roses XX                                              | Konami                     | Xbox 360                                                                                    |
| 10 de noviembre de 2006  | WWE SmackDown vs. Raw 2007                                   | THQ                        | PlayStation 2, PlayStation Portable, Xbox 360                                               |
| 26 de abril de 2007      | The Dog Island                                               | Ubisoft                    | PlayStation 2, Wii                                                                          |
| 10 de mayo de 2007       | Wrestle Kingdom 2                                            | Yuke's                     | PlayStation 2                                                                               |
| 28 de septiembre de 2007 | Go! Sports Ski                                               | SCEI                       | PlayStation 3                                                                               |
| 06 de noviembre de 2007  | Neves                                                        | Atlus                      | Nintendo DS                                                                                 |
| 09 de noviembre de 2007  | WWE SmackDown vs. Raw 2008                                   | THQ                        | PlayStation 2, PlayStation 3, PlayStation Portable, Wii, Xbox 360                           |
| 14 de noviembre de 2007  | Petz: Dogz 2 and Catz 2                                      | Ubisoft                    | PlayStation 2, Wii                                                                          |
| 15 de noviembre de 2007  | Soukou Kihei Votoms                                          | Bandai Namco Entertainment | PlayStation 2                                                                               |
| 16 de julio de 2008      | Double D Dodgeball                                           | Yuke's                     | Xbox 360                                                                                    |
| 16 de octubre de 2008    | Mobile Suit Gundam 00: Gundam Meisters                       | Bandai Namco Entertainment | PlayStation 2                                                                               |
| 27 de octubre de 2008    | Neverland Card Battles                                       | Idea Factory               | PlayStation Portable                                                                        |
| 06 de noviembre de 2008  | WWE SmackDown vs. Raw 2009                                   | THQ                        | PlayStation 2, PlayStation 3, PlayStation Portable, Wii, Xbox 360                           |
| 19 de marzo de 2009      | WWE Legends of WrestleMania                                  | THQ                        | PlayStation 3, Xbox 360, iOS                                                                |
| 19 de mayo de 2009       | UFC 2009 Undisputed                                          | THQ                        | PlayStation 3, Xbox 360                                                                     |
| 20 de octubre de 2009    | WWE SmackDown vs. Raw 2010                                   | THQ                        | Nintendo DS, PlayStation 2, PlayStation 3, PlayStation Portable, Wii, Xbox 360              |
| 25 de mayo de 2010       | UFC Undisputed 2010                                          | THQ                        | PlayStation 3, PlayStation Portable, Xbox 360                                               |
| 26 de octubre de 2010    | WWE SmackDown vs. Raw 2011                                   | THQ                        | PlayStation 2, PlayStation 3, PlayStation Portable, Wii, Xbox 360                           |
| 12 de octubre de 2011    | Real Steel                                                   | Yuke's                     | PlayStation 3, Xbox 360                                                                     |
| 22 de noviembre de 2011  | WWE '12                                                      | THQ                        | PlayStation 3, Wii, Xbox 360                                                                |
| 14 de febrero de 2012    | UFC Undisputed 3                                             | THQ                        | PlayStation 3, Xbox 360                                                                     |
| 30 de octubre de 2012    | WWE '13                                                      | THQ                        | PlayStation 3, Wii, Xbox 360                                                                |
| 12 de julio de 2013      | Pacific Rim                                                  | Yuke's                     | Xbox 360, PlayStation 3                                                                     |
| 29 de octubre de 2013    | WWE 2K14                                                     | 2K Sports                  | PlayStation 3, Xbox 360                                                                     |
| 28 de octubre de 2014    | WWE 2K15                                                     | 2K Sports                  | Microsoft Windows, PlayStation 3, PlayStation 4, Xbox 360, Xbox One                         |
| 27 de octubre de 2015    | WWE 2K16                                                     | 2K Sports                  | Microsoft Windows, PlayStation 3, PlayStation 4, Xbox 360, Xbox One                         |
| 11 de octubre de 2016    | WWE 2K17                                                     | 2K Sports                  | Microsoft Windows, PlayStation 3, PlayStation 4, Xbox 360, Xbox One                         |
| 13 de octubre de 2017    | WWE 2K18                                                     | 2K Sports                  | Microsoft Windows, Nintendo Switch, PlayStation 4, Xbox One                                 |
| 09 de octubre de 2018    | WWE 2K19                                                     | 2K Sports                  | Microsoft Windows, PlayStation 4, Xbox One                                                  |
| 11 de abril de 2019      | Earth Defense Force: Iron Rain                               | D3 Publisher               | Microsoft Windows, PlayStation 4                                                            |
| 27 de mayo de 2021       | Earth Defense Force: World Brothers                          | D3 Publisher               | Microsoft Windows, Nintendo Switch, PlayStation 4                                           |
| 29 de junio de 2023      | AEW Fight Forever                                            | THQ Nordic                 | Nintendo Switch, Microsoft Windows, PlayStation 4, PlayStation 5, Xbox One, Xbox Series X/S |
| 29 de junio de 2023      | Earth Defense Force: World Brothers 2                        | D3 Publisher               | Nintendo Switch, PlayStation 4, PlayStation 5                                               |
| 2025                     | Double Dragon Revive                                         | Arc System Works           | Microsoft Windows, PlayStation 4, PlayStation 5, Xbox One, Xbox Series X/S                  |